# Kostel svatého Prokopa (Touchořiny)
Římskokatolický farní kostel sv. Prokopa v Touchořinách je zaniklá sakrální stavba na pozemku p.č. 1/1 v k.ú. Touchořiny a obci Lovečkovice. Duchovní správou patřil do farnosti Touchořiny.

## Architektura
Kostel pocházel z roku 1788. V roce 1869 k němu byla přistavěna věž. Jednalo se o jednoduchou podélnou stavbu s odsazeným polygonálním presbytářem, severní sakristií a hranolovou věží v západním průčelí. Uvnitř byly ploché stropy.

## Zařízení

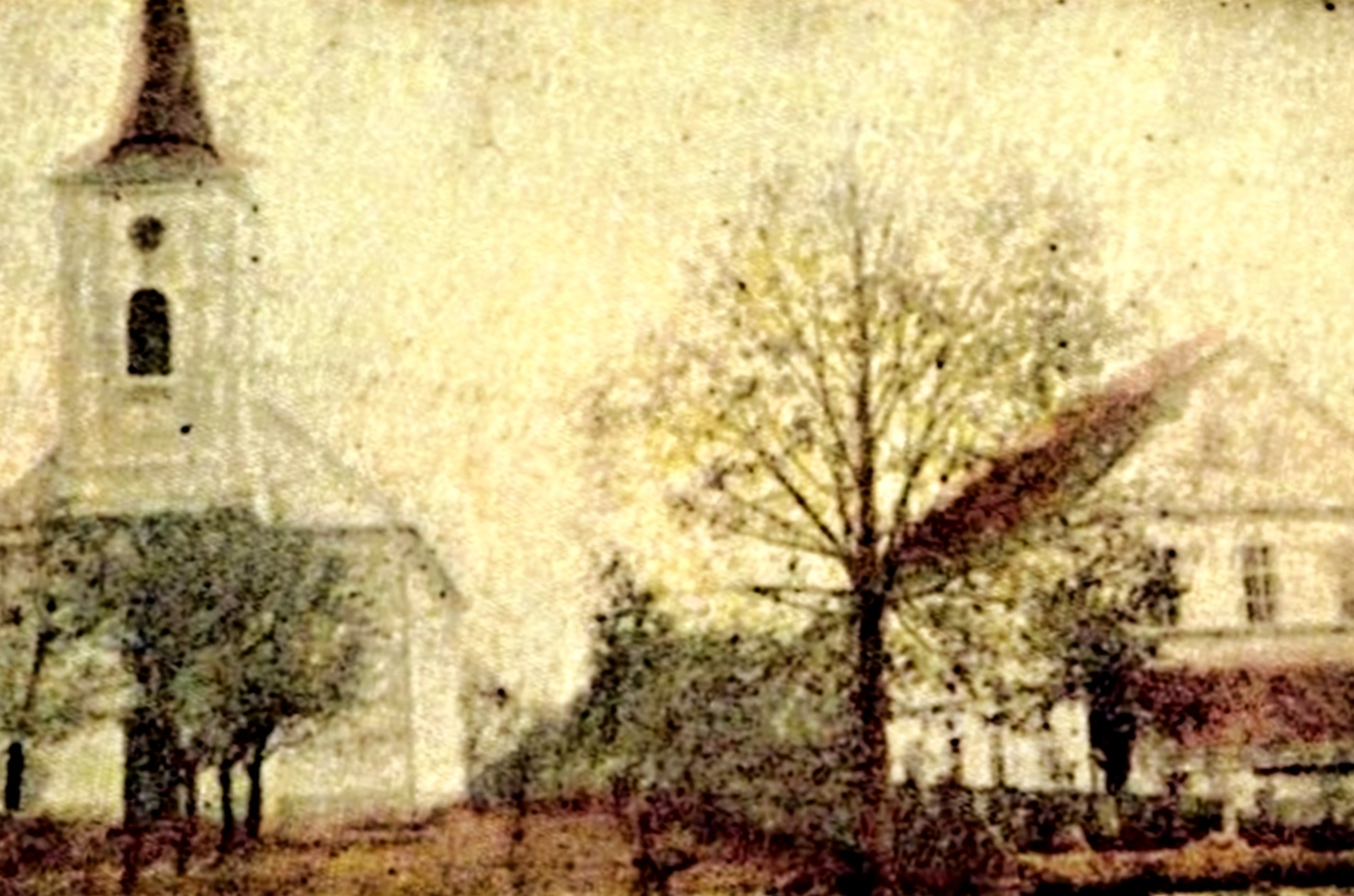
Průčelí kostela na pohlednici z roku 1908

Hlavní oltář byl nový z roku 1891. Byl ozdoben sochami sv. Petra a sv. Pavla. Titulní obraz byl starší a pocházel z roku 1810. Jeho autorem byl Fr. Kutschera z Litoměřic. V kostele se nacházely cínové rokokové svícny. Byly zde také dva rokokové boční oltáře z 1. poloviny 18. století s řezbami a obrazy: Rodina Kristova, barokní obraz z 1. poloviny 18. století; obraz sv. Josefa, obraz Sedmi zakladatelů servitského řádu od J. Q. Jahna, který byl získán z pražského řádového kostela sv. Michala a barokní obraz sv. Ludvíka z Toulouse, který pocházel z bývalého dominikánského kostela v Litoměřicích. Kazatelna byla barokní s řezbami z 1. poloviny 18. století. Barokní lavice pocházely ze 2. čtvrtiny 18. století. Měly bohatě řezaná čela. Kamenná křtitelnice byla klasicistních tvarů (koule) a pocházela z roku 1789.

## Zánik

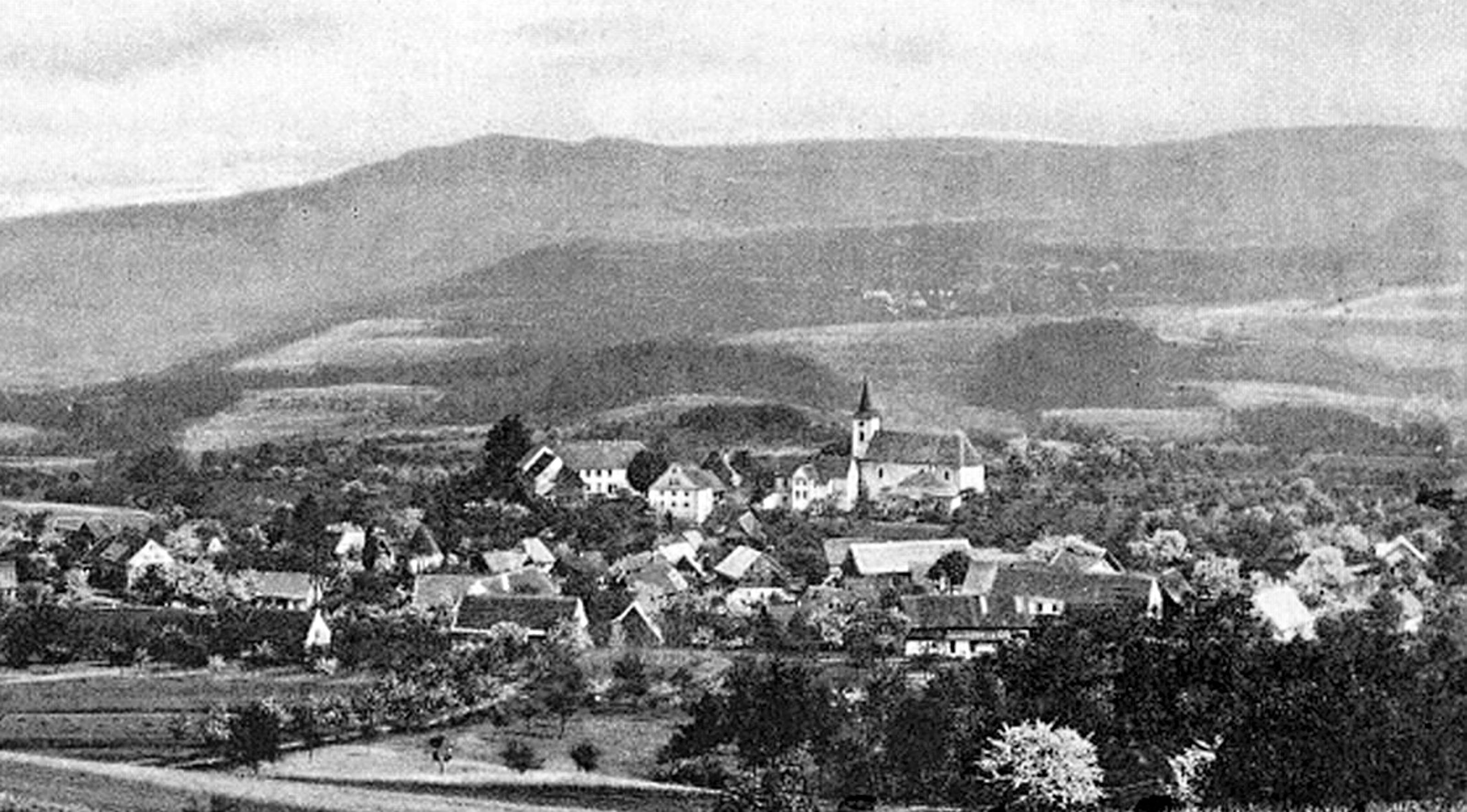
Celkový pohled na vesnici s kostelem v době první československé republiky

Kostel byl zbořen v roce 1978 spolu s dalšími kostely litoměřické diecéze v okolí Verneřic, které byly dle představitelů tehdejšího režimu ve špatném stavu, tzv. "Verneřický případ" (kostely: sv. Františka Serafinského v Mukařově, farní kostel sv. Kateřiny v Merbolticích, farní kostel sv. Bartoloměje v Rychnově, farní kostel sv. Barbory ve Valkeřicích a poutní kostel Nejsvětější Trojice na Božím vrchu ve Verneřicích). Nedaleký hřbitov východně za vsí, u silnice na Klínky nese nyní jméno hřbitov Lovečkovice. Ve farnosti Touchořiny se nyní bohoslužby slouží pouze nepravidelně v kapli v Dolním Šebířově.